# Rebellenoffensive in Syrien 2024

Verlauf der Offensive

Die Rebellenoffensive in Syrien begann Ende November 2024 und endete nach wenigen Tagen mit dem Sturz des Regimes des langjährigen Diktators Baschar al-Assad.
Am 27. November 2024 startete eine Koalition bewaffneter syrischer Oppositionsgruppen unter der Führung von Haiʾat Tahrir asch-Scham (HTS) in den syrischen Gouvernements Idlib, Aleppo und Hama die Angriffe. Am 29. November 2024 drangen die Rebellen in Aleppo ein und eroberten die Stadt. In den folgenden Tagen rückten sie rasant vor, während die assadtreuen syrischen Streitkräfte sich aufzulösen begannen und nur punktuell Widerstand leisteten. Großstädte wie Hama, Homs, Deir ez-Zor, Darʿā und As-Suwaida fielen innerhalb von weniger als zwei Wochen in die Hände der Opposition. Am 8. Dezember 2024 eroberten Rebellen fast kampflos die Hauptstadt Damaskus, stürzten die Regierung und beendeten die mehr als 50 Jahre andauernde Herrschaft der Familie Assad, die sich ins Ausland absetzte.

## Vorgeschichte
Der Bürgerkrieg in Syrien begann mit Protesten gegen das herrschende Assad-Regime während des Arabischen Frühlings 2011, deren brutale Unterdrückung mit militärischer Gewalt zu einer Bewaffnung oppositioneller Gruppen führte und sich zu einem Krieg ausweitete. Kurzzeitig hatten verschiedene Rebellengruppen große Teile des Staatsgebiets eingenommen, bevor iranische und vor allem russische Hilfe Assad stützte. Die Rebellen wurden in den Norden zurückgedrängt, wo Rojava und Idlib als Hochburgen des Widerstands verblieben. Nach einem Waffenstillstandsabkommen in Idlib im März 2020 fanden im Nordwesten Syriens für eine Zeit lang keine groß angelegten Operationen zwischen Oppositions- und regierungsnahen Kräften mehr statt. Die im Nordwesten Syriens ansässigen Oppositionsgruppen bereiteten sich jedoch auf eine Wiederaufnahme der Kampfhandlungen vor, wobei insbesondere die HTS ihre militärischen Fähigkeiten stärkte, indem sie professionelle Strukturen aufbaute, ihre Ausbildung verbesserte und Spezialkräfte ausbildete. In der Zwischenzeit litt die syrische Regierung unter zunehmender Korruption und westlichen Wirtschaftssanktionen. Syrien wurde als der „größte Drogenstaat der Welt“ bezeichnet, dessen „korrupte Wirtschaftselite und ein mächtiges Netzwerk von Militärkommandeuren, Milizenführern und Kriegsherren durch die Einnahmen aus dem Drogenhandel“, insbesondere aus dem Handel mit Captagon, zusammengehalten werde.
Ab 2022 wurde die russische Militärhilfe für Assad verringert, da sich Russland auf seinen Krieg gegen die Ukraine konzentrierte, und in der Folge begann der Bürgerkrieg in Idlib wieder aufzuflammen. Im Oktober 2024 wurde schließlich eine große Mobilisierung von HTS und Regierungstruppen im Umland von Aleppo eingeleitet, da die syrischen Rebellen eine Großoffensive gegen die Regierungstruppen in Aleppo vorbereiteten.

## Offensive

### Beginn der Offensive und Einnahme von Aleppo

Lagebild zur Gebietskontrolle am 29. November, kurz nach Beginn der Großoffensive

Am 27. November 2024 gab die HTS bekannt, dass sie eine Offensive mit dem Namen „Abschreckung der Aggression“ gegen die Regierungskräfte der Syrischen Arabische Armee (SAA) im westlichen Gouvernement Aleppo gestartet habe. An ihr beteiligten sich neben der HTS auch die von der Türkei geförderte Syrischen Nationalen Armee (SNA); auch zahlreiche weitere Gruppen, darunter die Demokratischen Kräfte Syriens (SDF) der Kurden, die allerdings mit der SNA im Konflikt stehen, griffen nun die Assad-Truppen an. In den ersten Stunden der Offensive konnten die Rebellen rasch vorstoßen und 13 Städte und Dörfer sowie eine Militärbasis der Regierung einnehmen. Die Syrische Beobachtungsstelle für Menschenrechte meldete, dass 37 syrische Regierungssoldaten und verbündete Milizen sowie 60 Kämpfer der Oppositionskräfte bei den Zusammenstößen getötet wurden. Am 28. November startete die HTS eine Offensive in der östlichen Landschaft des Gouvernements Idlib. Bis Ende des Tages waren 60 Orte unter die Kontrolle der Rebellen gefallen.
Am 29. November starteten die Oppositionskräfte eine groß angelegte Offensive mit dem Ziel, die Stadt Aleppo und die umliegenden Gebiete einzunehmen. An diesem Tag drangen die Rebellen der HTS mit den SDF in die Stadtteile Hamdaniya und Neu-Aleppo von Aleppo ein, nachdem sie einen doppelten Selbstmordanschlag mit zwei Autobomben verübt hatten. In den frühen Morgenstunden des 30. November eroberten die Rebellen die Zitadelle von Aleppo. Kurdische Kräfte der SDF brachten derweil das Industriegebiet von Aleppo und den Flughafen der Stadt bis zum Abend unter Kontrolle. Die syrische Regierung sprach von einer „Verlegung“ ihrer Truppen aus der Stadt. Durch den hastigen Rückzug der syrischen Streitkräfte fielen große Waffenarsenale in die Hände der Rebellen. Das russische Militär reagierte mit Luftschlägen auf das Vorrücken der Rebellen. Bei einem Luftangriff, der Berichten zufolge von russischer Seite ausging, wurden in Aleppo 16 Zivilisten getötet und 20 weitere verletzt.

### Vormarsch auf Hama
Am Abend des 30. November begannen die Rebellen unter Führung von HTS weiter nach Süden in Richtung Hama vorzustoßen und trafen dabei nur auf wenig ernsthaften Widerstand. Beim Vormarsch in Richtung Hama gelangten u. a. Sfireh und der Militärflugplatz Kuweyres unter Kontrolle der Rebellen. Am 3. Dezember hatten die Rebellen die Vorstädte von Hama erreicht und drohten die Stadt einzukreisen, bevor Regierungstruppen am Tag darauf eine Gegenoffensive starteten. Am 5. Dezember drangen Oppositionskräfte in den nordöstlichen Teil der Stadt Hama ein, während auf der Ostseite Luftangriffe der Regierung erfolgten. Bis Nachmittag hatten sie die Stadt vollständig unter ihre Kontrolle gebracht, während sich die Regierungstruppen zurückziehen mussten.

### Vormarsch auf Homs
Am 5. Dezember 2024 zogen sich die Kräfte der Regierung aus den Städten Salamiyya und Talbiseh in Richtung Homs zurück. Am Abend hatten die Oppositionskräfte die Außenbezirke von Rastan erreicht und einen regierungsnahen Militärstützpunkt nördlich davon eingenommen. Gleichzeitig mit dem Vormarsch der Opposition bombardierten russische Flugzeuge die Hauptbrücke zwischen Homs und Hama, um den Vormarsch der Rebellen zu verlangsamen. Homs ist eine strategisch bedeutsame Stadt, da ihre Einnahme Damaskus von der syrischen Küste und der russischen Marinebasis Tartus abschneidet. Die Schlacht um Homs wurde deshalb als Entscheidungsschlacht bezeichnet. Der Kollaps der syrischen Streitkräfte setzte sich unvermindert fort. Am 6. Dezember 2024 eroberten die Oppositionskräfte fünf Städte und näherten sich den Außenbezirken von Homs, während sich die regierungstreuen Kräfte aus weiteren Gebieten zurückzogen. Am Abend tauchten Berichte über einen Rückzug der Regierungstruppen aus Homs auf, die vom syrischen Verteidigungsministerium jedoch geleugnet wurden. Am 7. Dezember verkündete HTS-Kommandeur Abu Muhammad al-Dschaulani die „Befreiung von Homs“ und in der Stadt kam es zu Feierlichkeiten. Mit der Einnahme von Homs war nun der Weg nach Damaskus frei.

### Rebellion im Süden und Rückzug der Regierung aus dem Osten
Der Vorstoß der Rebellen im Norden inspirierte einen Aufstand im Süden des Landes. Lokale Gruppen vertrieben Regierungssoldaten und die Provinzhauptstädte Darʿā und As-Suwaida fielen am 6. Dezember ohne große Gegenwehr unter ihre Kontrolle. Die südlichen Rebellengruppen schlossen sich unter einem Operationssaal mit dem Namen „Kampf zum Zerbrechen der Ketten“ zusammen und begannen vom Süden her auf Damaskus vorzurücken. Am 7. Dezember 2024 zogen sich die regierungsfreundlichen Kräfte auch aus dem Gouvernement Quneitra zurück, das an die von Israel besetzten Golanhöhen grenzt. Am 6. Dezember begann die Regierung ihre Truppen aus Deir ez-Zor in Ostsyrien abzuziehen und in Richtung Damaskus zu verlegen, was den SDF die Einnahme der Stadt ermöglichte.

### Einnahme von Damaskus und Sturz von Assad
Am 7. Dezember 2024 drangen Oppositionskräfte von Süden her in das Gouvernement Rif Dimaschq ein und näherten sich bis auf 20 Kilometer der Hauptstadt Damaskus an. Als die Opposition die Vorstädte der Hauptstadt erreichte, begannen Demonstranten dort die Statuen der Assads niederzureißen. Es folgten keine großen Kämpfe mehr, da sich die syrische Regierung bereits im Auflösungsprozess befand und ihre Soldaten ihre Uniformen ablegten oder flohen. Am 8. Dezember teilte die Führung der syrischen Armee ihren Offizieren mit, dass die Regierungszeit von Assad beendet sei. Dieser hatte sich unterdessen bereits nach Russland abgesetzt. Die letzten beiden regionalen Hauptstädte unter Regierungskontrolle, Tartus und Latakia, wurden noch am selben Tag kampflos von den Rebellen eingenommen.

## Rolle des Auslands

### USA
Am 19. Dezember 2024 räumte das US-Verteidigungsministerium ein, tatsächlich etwa 2.000 US-Soldaten in Syrien zu haben. Zuvor hatte das Ministerium immer von 900 Soldaten gesprochen, die in Syrien stationiert seien. Zu dieser Zeit schickte die Biden-Regierung Beamte nach Damaskus. Eine diplomatische Delegation, darunter die stellvertretende Außenministerin Barbara Leaf, Botschafter Roger Carstens und der leitende Berater für Nahost-Angelegenheiten, Botschafter Daniel Rubinstein, trafen am 20. Dezember in Damaskus ein. Dies war der erste Besuch von US-Diplomaten in der syrischen Hauptstadt seit 2012. Die Delegation traf sich mit Vertretern der Islamistengruppe HTS, um die Übergangsprinzipien zu besprechen, die die USA und ihre regionalen Partner während der Aqaba-Konferenz in Jordanien gebilligt hatten. Im Anschluss hoben die USA das langjährige Kopfgeld in Höhe von zehn Millionen US-Dollar auf den Anführer der HTS auf.

### Türkei
Der türkischen Regierung wurde eine große Rolle bei der Bewaffnung der Oppositionsgruppen zugeschrieben, besonders die SNA gilt als Proxy der Türken. Neben dem Ausbau der eigenen Machtposition in der Region geht es der Türkei dabei besonders um die Rückführung syrischer Flüchtlinge und die Eindämmung einer kurdischen Autonomie in Nordostsyrien. Nach 2020 hatte der türkische Präsident Erdogan versucht, die Beziehungen zu Assad zu normalisieren, dieser hatte allerdings die türkische Besetzung von Teilen des syrischen Staatsgebiets angeprangert. Nach dem Beginn der Offensive sagte Erdogan „Wir hatten einen Appell an Assad gemacht. Wir hatten ihm gesagt, dass wir die Zukunft von Syrien gemeinsam gestalten können“, Assad soll dieses Angebot allerdings abgelehnt haben. Erdogan verkündete am 7. Dezember offen seine Unterstützung für die Rebellenoffensive und rief zum Sturm auf Damaskus auf.
Der türkische Außenminister Hakan Fidan sagte, dass die türkische Seite Russland und die Islamische Republik Iran von einer weitergehenden Unterstützung der syrischen Regierungstruppen abgehalten habe. Ein Eingreifen dieser beiden Länder hätte die Offensive verlangsamt und es wären mehr Menschenleben verloren worden. Moskau und Teheran hätten aber eingesehen, dass es „keinen Sinn mehr“ ergeben habe, Assad weiter zu unterstützen. Zu Anfang der Offensive der Islamisten hatte die russische Armee noch Luftangriffe gegen Rebellen in der Stadt Aleppo geflogen.

### Russland
Russlands Präsident Wladimir Putin galt als engster Verbündeter der Assad-Regierung und stabilisierte 2015 durch eine Militärintervention Syrien gegen den IS. Während des Vormarschs der Rebellen unterstützte Russland Assad mit Luftschlägen, weigerte sich allerdings, eine größere Aktion zu starten, auch da Russland mit dem Krieg in der Ukraine seit 2022 beschäftigt war. Es hatte zudem Frustrationen in Moskau über die schlechte Regierungsführung Assads gegeben, was ein weiterer Grund war, der eine neuerliche Intervention zur Unterstützung Assads (trotz der russischen Militärbasen in Syrien) verhinderte.
Satellitenbilder zeigten laut CNN, dass russische Transportflugzeuge für den Abzug von Truppen und Militärausrüstung eingetroffen seien. Die beiden Militärstützpunkte Russlands in Syrien, der Militärflugplatz Hmeimim und der Seestützpunkt im Hafen von Tartus, sind laut der russischen Nachrichtenagentur TASS und der Agentur Bloomberg L.P. Gegenstand von Verhandlungen zwischen der neuen syrischen Übergangsregierung und Moskau. Die neue Regierung habe die Sicherheit der Stützpunkte garantiert.

### Iran
Die seit 1979 bestehende Islamiasche Republik Iran galt neben Russland als zweiter großer Verbündeter der Assad-Regierung und unterstützte diese im Bürgerkrieg mit Soldaten und Hilfen in Milliardenhöhe. In den frühen Morgenstunden des 6. Dezember begann Iran jedoch mit dem Abzug seines Personals aus Syrien, zog hochrangige Kommandeure der Quds-Brigaden der Revolutionsgarden ab und ordnete Evakuierungen in der iranischen Botschaft in Damaskus und in iranischen Militärstützpunkten in ganz Syrien an. Die evakuierten Iraner begaben sich in Richtung Libanon und Irak. Insbesondere die fehlende Kampfbereitschaft der syrischen Streitkräfte bewog die iranische Regierung zu dieser Entscheidung. Die New York Times berichtete von einem Deal mit der HTS, bei der die Iraner im Gegenzug für den Schutz schiitischer religiöser Stätten und der schiitischen Minderheit im Land die Rebellenoffensive tolerierten. Irans Außenminister Abbas Araghtschi verkündete kurz vor dessen Sturz, das Schicksal Assads „Gottes Willen“ zu überlassen.

### Israel
Israel wurde ebenso wie der Türkei und den Vereinigten Staaten ein Einfluss auf die syrische Opposition zugesprochen. Israel bombardierte außerdem Stellungen der Hisbollah in Syrien, welche für Assad kämpfen, und drohte Iran bei einem Eingreifen in den Konflikt mit Militärschlägen.
Noch vor dem Sturz der Assad-Regierung bombardierte Israel am 7. Dezember 2024 syrische Waffenlager und eine Fabrik, in der nach Einschätzung von US- und israelischer Quellen Chemiewaffen, nach US-Einschätzung auch Fassbomben hergestellt worden waren. Zugleich marschierte Israel mit Spezialeinheiten der Israel Defense Forces (IDF) auf syrisches Gebiet ein, die IDF besetzten den Rest der Golanhöhen und bezogen dort Stellung. Laut der UN verstieß Israel damit gegen das Entflechtungsabkommen von 1974 zwischen Israel und Syrien (United Nations Disengagement Observer Force).
Netanyahu äußerte vor Journalisten, Israel besiege seine Feinde „Schritt für Schritt“ in einem „Existenzkrieg, der uns aufgezwungen“ worden sei; Assads Syrien sei dabei „das wichtigste Glied in Irans Achse des Bösen“ gewesen. Es habe Hass gegenüber Israel geschürt, es im Jom-Kippur-Krieg 1973 angegriffen und sei eine „Waffenpipeline“ von Iran zur Hisbollah im Libanon gewesen. Der Zusammenbruch des syrischen Regimes sei eine „direkte Folge der schweren Schläge“ gewesen, die Israel der islamistischen Hamas im Gazastreifen, der Schiitenmiliz Hisbollah im Libanon und Iran versetzt habe.
Innerhalb von 48 Stunden bombardierte Israel nach eigenen Angaben 480 Ziele im ganzen Land, darunter auch in der Hauptstadt Damaskus. Die gesamte militärische Infrastruktur des syrischen Staates wurde zerstört: Panzer, Flugzeuge, Hubschrauber, Flugabwehrsysteme, Raketen, Militär- bzw. Munitionsfabriken, Geheimdiensteinrichtungen, Militärbasen, Waffenlager, Forschungszentren, Militärflugplätze und nahezu die ganze syrische Marine. Daneben wurden auch Waffen beschlagnahmt. Der israelische Verteidigungsminister Israel Katz erklärte, Israel sei dabei, eine „Zone ohne Waffen und terroristische Bedrohungen im Süden Syriens“ zu schaffen.

### Ukraine
Die Ukraine soll laut einigen ukrainischen Berichten sowie der Washington Post der syrischen Opposition bei der Vorbereitung der Offensive Ausbildung und Ausrüstung zur Verfügung gestellt haben. Der ukrainische Militärgeheimdienst HUR soll auch Berater zu den Rebellen entsandt haben, um die Offensive zu koordinieren, sowie nachrichtendienstliche und materielle Unterstützung wie etwa Drohnen für die Oppositionskräfte einschließlich der HTS zur Verfügung gestellt haben. Aus westlichen Geheimdienstkreisen hieß es, die Waffenhilfe Kiews habe beim Sturz Assads allerdings nur eine „bescheidene Rolle“ gespielt.

## Einschätzungen und Bewertungen
Von Analysten wurde die Schwächung der entscheidenden Verbündeten der Assad-Regierung als ein Hauptgrund für Zeitpunkt und Erfolg der Offensive ausgemacht. So sei die Hisbollah durch den Krieg mit Israel stark geschwächt gewesen, während Russland durch den Krieg in der Ukraine abgelenkt gewesen sei. Dadurch habe sich die Chance für die Opposition geboten, zu einem Entscheidungsschlag anzusetzen. Zu diesen äußeren Faktoren kam die mangelnde Kampfkraft der syrischen Armee und ihr schneller Zusammenbruch. Zu den Gründen dafür zählten die schlechte wirtschaftliche Lage durch die außenpolitische Isolation des Landes, weitverbreitete Korruption und die Abnutzung der Streitkräfte nach mehr als 13 Jahren Krieg. Die Unterstützung der Bevölkerung hatte Assad sogar in seinen Hochburgen verspielt. Er konnte auch von anderen ausländischen Mächten keine Unterstützung mehr gewinnen, nachdem eine Annäherung an die Türkei gescheitert war. Ein Berater des emiratischen Emirs kommentierte „er hat es versäumt, die Rettungsleinen zu nutzen, die ihm von verschiedenen arabischen Ländern zugeworfen wurden“, und führte den Zusammenbruch der Regierung auf „großes politisches Versagen“ zurück.
Der Sturz von Assad wurde als Stärkung der regionalen Rolle der Türkei und gleichzeitig als großer Misserfolg für Russland und Iran bewertet. Eckart Wörtz, Direktor des GIGA-Instituts für Nahost-Studien, bezeichnete die Türkei aufgrund ihrer „Unterstützung der Rebellen“ als „Gewinner“, während „Iran, Russland und die Hisbollah“ die „Verlierer“ seien. Das Institute for the Study of War (ISW) hob die negativen Folgen für die Wahrnehmung Russlands als effektiven Partner und militärische Schutzmacht in einer Analyse hervor. Durch den möglichen Verlust der russischen Stützpunkte in Syrien, die die wichtigsten logistischen Drehscheiben für Lieferungen aus Russland nach Libyen und in die afrikanischen Länder südlich der Sahara sind, könnte Russlands Ziel untergraben werden, seinen Einfluss in Afrika auszuweiten. Laut dem Militärexperten Gustav Gressel ist es für Russland „natürlich peinlich“, aber das Land habe „alles auf die Ukraine-Karte gesetzt“ und besitze keine Kräfte und Reserven, „um eine zweite Front zu halten“. Der Regierungswechsel in Syrien war auch ein großer Schlag gegen die proiranische „Achse des Widerstands“, die nun die Landverbindung Irans zu seinen Verbündeten im Libanon verlor, was den Interessen Israels und der Vereinigten Staaten in der Region zugutekam.
In den meisten westlichen Hauptstädten wurde der Sturz Assads positiv aufgenommen. Deutschlands Bundeskanzler Olaf Scholz bezeichnete ihn als „gute Nachricht“. Der britische Premierminister Keir Starmer begrüßte den Sturz des „barbarischen Regimes von Assad“ und forderte „Frieden und Stabilität“ in Syrien. President-elect Donald Trump warnte vor einer Einmischung in Syrien und sagte, dass dies „nicht unser Kampf“ sei, während sein Vize JD Vance über die islamistische Ausrichtung einiger der Rebellengruppen Besorgnis äußerte und Christenverfolgungen und neue Flüchtlingsströme befürchtete. Vor allem die Massaker an den Alawiten im März 2025 in Westsyrien haben diese Befürchtungen befeuert.